# Karim Mammar
Abdelkarim Mammar Chaouche, plus connu sous le nom abrégé de Karim Mammar, né le 21 octobre 1996 à Stockholm, est un footballeur suédois-algérien, qui évolue au poste de défenseur au MC Oran.

## Biographie

### Enfance
Issu d'un père algérien et d'une mère finlandaise, Karim Mammar grandi à Tensta dans la banlieue de Stockholm. Il fait ses débuts chez les jeunes catégories dans le club de Vasalunds IF.

### Carrière
Formé au Vasalunds IF, il intègre la catégorie des séniors à Solna (Stockholm) au Råsunda IS. Après un passage dans quelques clubs dans les divisions inférieurs, il intègre le championnat de Suède de deuxième division en signant avec Norrby IF en 2020, avec AFC Eskilstuna en 2021 puis avec Degerfors IF en 2023.
Le 10 juillet 2024, Karim Mammar quitte pour la première fois la Suède pour l'Algérie en signant au MC Oran en première division.